# Brooklyn Orchid
Brooklyn Orchid è un film del 1942 diretto da Kurt Neumann.
È un film commedia statunitense con William Bendix, Joe Sawyer e Marjorie Woodworth. Ha avuto due seguiti, The McGuerins from Brooklyn del 1942 e Taxi, Mister del 1943. Il film è inoltre un remake di Un salvataggio pericoloso del 1931.

## Produzione
Il film, diretto da Kurt Neumann su una sceneggiatura di Earle Snell e Clarence Marks, fu prodotto da Hal Roach per la Hal Roach Studios.

## Distribuzione
Il film fu distribuito negli Stati Uniti dal 31 gennaio 1942 al cinema dalla United Artists.
Altre distribuzioni:
- in Portogallo il 15 marzo 1948 (Motorista em Maus Lençóis)
- in Brasile (Orquídea de Brooklyn)

## Promozione
Le tagline sono:
- "Never Hide A Blonde Bombshell Inside A Wall...It Just Isn't Safe!".
- "SOME FUN!...When This Blonde Incendiary-Bomb Burts Inside Two Family Circles At Once!".
- "And what an explosion of laughs when Brooklyn Orchid won't let the two toughest mugs in Manhattan out of her sight...no, not even long enough to go home to their wives!".
- "What An Armful Of T.N.T".